# Baumeister Solness (1966)
Baumeister Solness ist eine deutsche Fernseh-Verfilmung des gleichnamigen Dramas von Henrik Ibsen, in der Übersetzung von Hans Egon Gerlach.

## Produktion
Der vom ZDF produzierte Film wurde in den RIVA-Fernsehstudios in Unterföhring gedreht und am 25. September 1966 zum ersten Mal ausgestrahlt.